# Accordo di mutua assistenza alla difesa tra Stati Uniti e Giappone
L'accordo di mutua assistenza alla difesa tra Stati Uniti e Giappone (in inglese U.S. and Japan mutual defense assistance agreement) fu firmato l'8 marzo 1954 a Tokyo tra John Moore Allison degli Stati Uniti e Katsuo Okazaki del Giappone .
L'accordo conteneva undici articoli e sette allegati, e  stabiliva che sia gli Stati Uniti che il Giappone si sostenessero a vicenda militarmente. Nello specifico consentiva agli Stati Uniti di poter far stazionare le proprie truppe sul suolo giapponese al fine di mantenere la sicurezza nella regione. Inoltre, il Giappone era obbligato ad assumersi la responsabilità di proteggere se stesso e gli era consentito di riarmarsi, anche se solo a scopo difensivo. L'accordo fu ratificato il 1° maggio 1954.

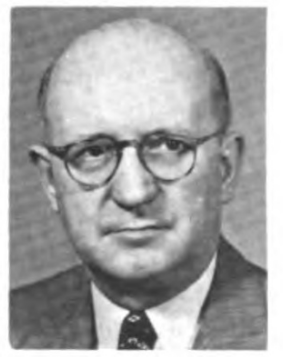
L'ambasciatore degli Stati Uniti in Giappone John Moore Allison fu il firmatario dell'accordo.

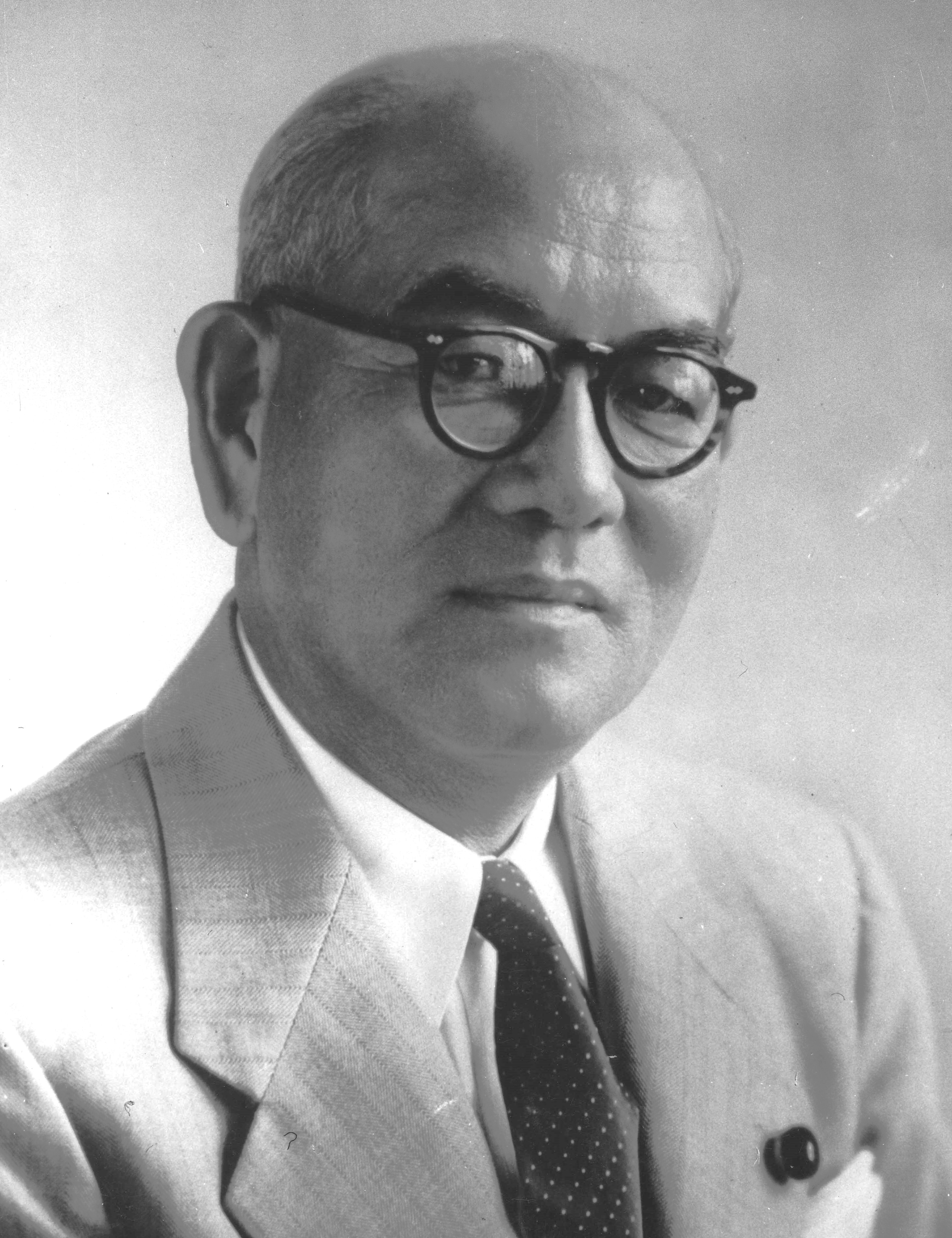
Il ministro degli esteri Katsuo Okazaki fu il responsabile giapponese a firmare.

La necessità di questo accordo nasceva dalla scarsa chiarezza del Trattato di San Francisco che puntando l'enfasi sul disarmo del Giappone, non poneva attenzione alla questione della sua sicurezza. Lo stesso Trattato di sicurezza tra Stati Uniti e Giappone firmato in concomitanza, non stabiliva obblighi precisi, e non definiva ruoli e doveri reciproci.
Nonostante la firma di questo accordo, fu comunque indispensabile una revisione del Trattato di sicurezza del 1951 che portò alla stesura e firma del Trattato di mutua cooperazione e sicurezza del 1960.